# Tychowo
Tychowo (německy Groß Tychow) je město v okrese Białogard v Západopomořanském vojvodství na severozápadě Polska. V roce 2014 ve městě žilo 2 533 obyvatel.

## Historie

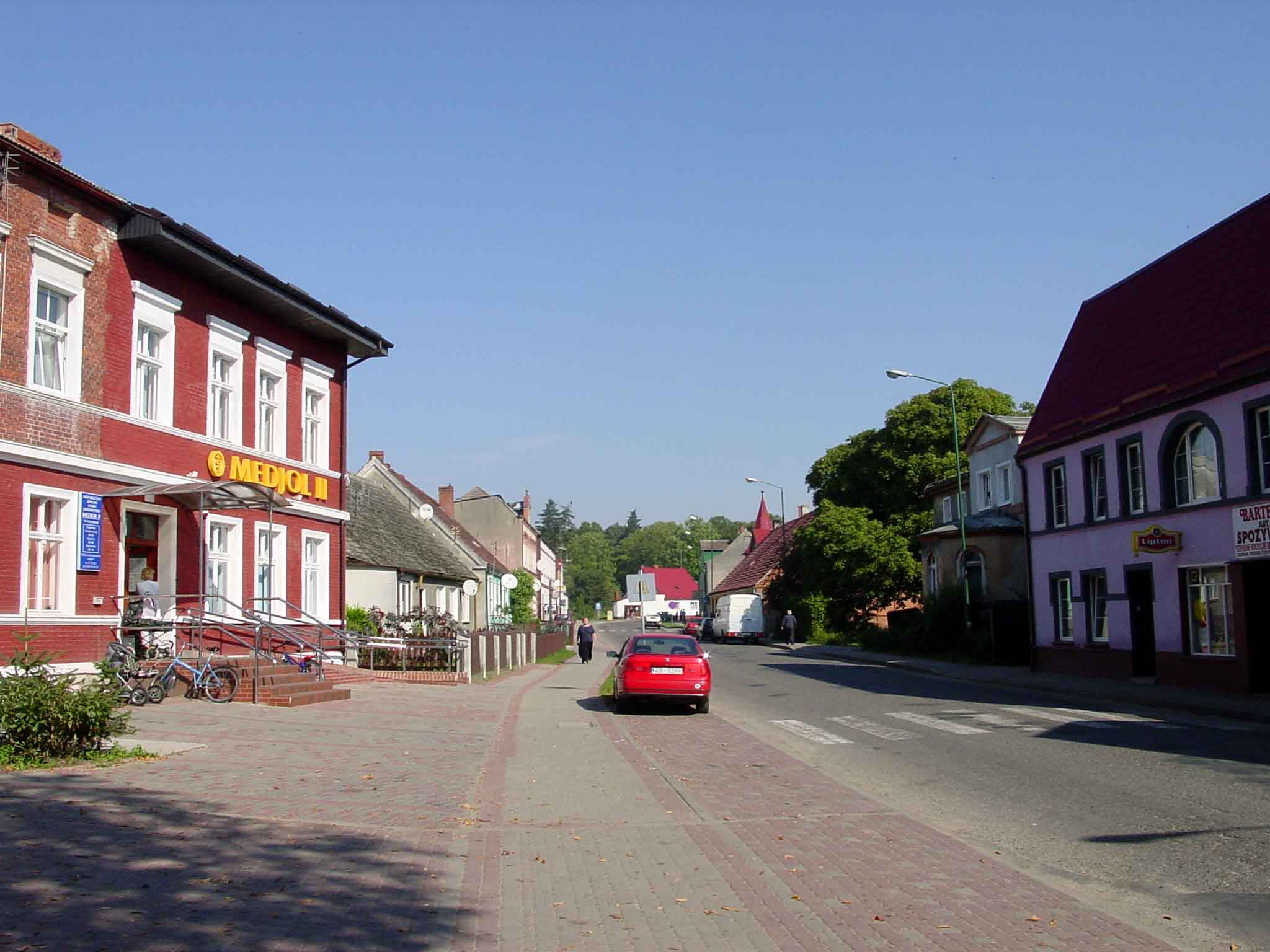
Hlavní ulice

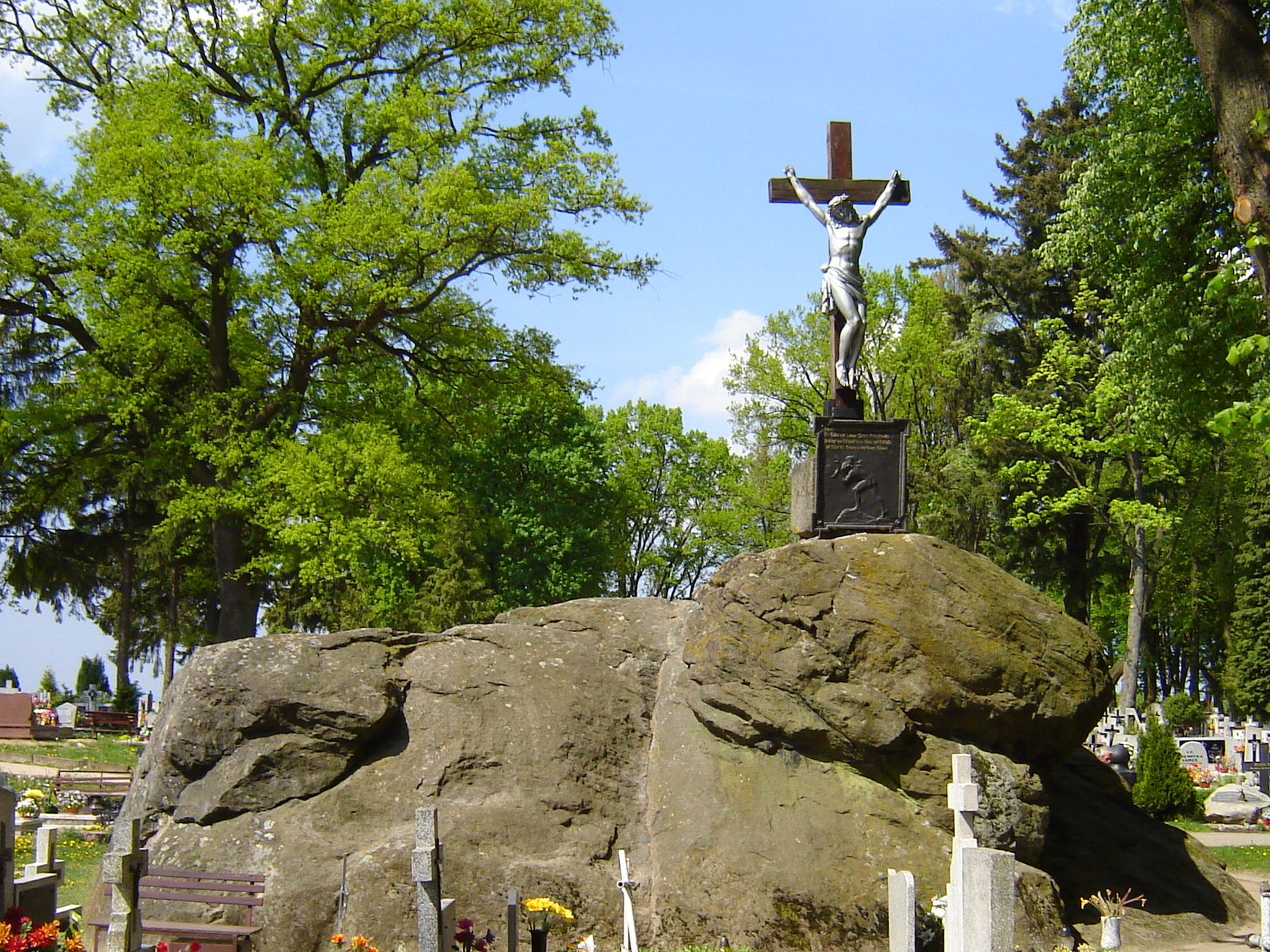
Balvan Trygław

První zmínky o Tychowu se objevují v listinách z poloviny třináctého století, kdy zde stálo slovanské sídliště raně středověkého původu. Bývalo v majetku dvou rytířských rodin z Kleistu a z Versenu. Páni z Kleistu se časem stali jedinými vlastníky. Na počátku devatenáctého století však panství přešlo na jiné majitele, od kterých je vykoupila rodina pánů z Kleist-Retzowa. Jí potom panství patřilo až do konce druhé světové války.
Po válce byl šlechtický majetek znárodněn a stal se majetkem státního statku. Panský zámek byl postupně zdevastován a v sedmdesátých letech dvacátého století zbořen.
V roce 2010 Tychowo získalo status města.

## Obecní správa
Město je správním centrem stejnojmenné městsko-venkovské gminy. Městská rada má patnáct členů, z nichž pět volí obyvatelé města a zbytek lidé z venkovských sídel.

## Doprava
Městem vede červeně značená turistická trasa Solná stezka dlouhá 152 km a taktéž červeně značená cesta Józefa Chrząszczyńského dlouhá 50 km.

## Pamětihodnosti
- Hrázděný farní kostel Panny Marie Pomocnice křesťanů z přelomu čtrnáctého a patnáctého století
- Zámecký park z druhé poloviny osmnáctého století s rozlohou 13,7 ha, ve kterém roste asi 2300 stromů starých šedesát až sto let.
- Na hřbitově se nachází největší polský bludný balvan zvaný Trygław s obvodem 44 m, délkou 13,7 m, šířkou 9,3 m a hmotností asi 2000 tun. Během mší, které se na hřbitově konají 1. listopadu, bývá používán jako oltář.